# ویکتور ماناکوف
ویکتور ماناکوف (ایتالیایی: Viktor Manakov؛ زادهٔ ۲۸ ژوئیهٔ ۱۹۶۰) دوچرخه‌سوار اهل اتحاد جماهیر شوروی سوسیالیستی است.
وی در مسابقات کشوری و بین‌المللی در مجموع برندهٔ ۱ مدال طلا شده‌است.